# Rainer Warning
Rainer Warning (* 10. April 1936 in Osnabrück; † 1. Januar 2024) war ein deutscher Romanist.

## Leben
Nach dem Abitur 1955, dem Studium der Romanistik, Anglistik, Geschichte und Philosophie in Münster, Besançon, Gießen und Würzburg, der Promotion 1964 in Gießen und der Habilitation 1972 in Konstanz wurde er 1972 ordentlicher Professor für Romanistik und Allgemeine Literaturwissenschaft an der LMU München. Seit 1995 war er Mitglied der Bayerischen Akademie der Wissenschaften. Er hatte Gastprofessuren in Cornell, Paris, Los Angeles, Jerusalem und Stanford. Seine Emeritierung erfolgte 2002.
Seine Arbeitsschwerpunkte waren Theorie und Methodologie der Literaturwissenschaft (Rezeptionsästhetik, poetische Räume und poetische Konterdiskursivität, Fiktionalität und Imaginäres, Komik und Komödie).